# Cono volcánico

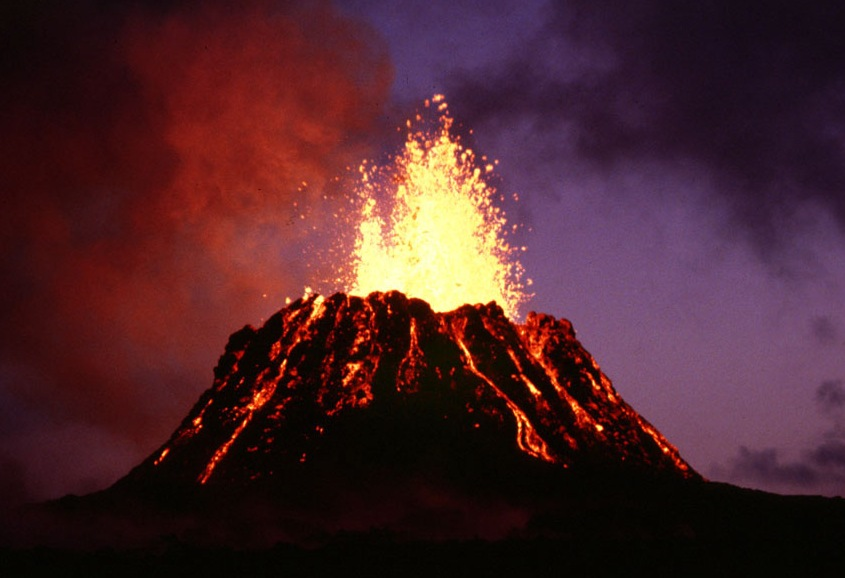
El Puu Ōō o Puu Oo, un cono de salpicadura en Kīlauea, en Hawái.

Un cono volcánico es una formación volcánica. Está situada en la parte donde el volcán expulsa el magma a la atmósfera, o la hidrosfera. Las eyecciones de una apertura volcánica se suelen amontonar generalmente formando un cono con un cráter central. Pero dependiendo de diversos factores como la materia expulsada en la erupción, adoptan diversas morfologías. Los tipos más comunes son los conos salpicados, los de toba, y los de escoria.

## Cono de salpicadura
Son los orificios de salida de los volcanes en escudo de lava muy fluida. El gas de la erupción al expandirse arrastra porciones de lava que al caer a tierra se apilan alrededor. Esta roca parcialmente líquida se desplaza hacia abajo y hacia afuera. Los depósitos individuales son de forma muy irregulares. Los nuevos aportes de material se solidifican sobre los anteriores y se sueldan a ellos.

## Cono de escorias

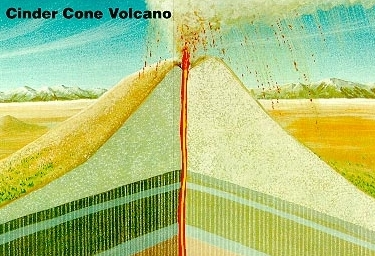
Dibujo esquemático de un cono de escoria

Un cono de escorias es un cono volcánico construido casi en su totalidad de los fragmentos sueltos de las llamadas escorias volcánicas (piedra pómez, piroclastos o tefra), es decir de granumetria mayor que las cenizas Se construyen a partir de partículas y gotas de lava solidificadas expulsada por una única apertura. A medida que la cantidad de gas en el interior de la lava se expande violentamente al aire, la rompe en pequeños fragmentos que se solidifican y caen como escoria alrededor de la abertura para formar un cono circular u oval. La mayoría de los conos de escoria tiene forma de tazón invertido con un cráter en la cima.
Los conos de escoria raramente ascienden más de 300 a 750 m por encima de su entorno, y tienden a erosionar rápidamente si no se producen nuevas erupciones. Cuando se produce la erosión suele quedar al descubierto la antigua chimenea y forma el llamado tapón volcánico

## Cono de cenizas o cono de toba
Un cono de cenizas o cono de toba está formado principalmente por piroclastos, del tamaño desde del limo al de la arena, expulsados a partir de una sola chimenea. Se suele formar en un único episodio eruptivo, cuando el magma interactúa con las aguas subterráneas se produce erupciones explosivas llamadas freáticas. Se genera una gran cantidad de vapor. La interacción entre el magma, el vapor en expansión, y los gases volcánicos produce la eyección de partículas en su mayoría pequeñas llamadas cenizas. Esta ceniza al caer tiene la consistencia de la harina. La ceniza no consolidados forma de cono de cenizas. Si la ceniza llega a consolidar se convierte en un cono de toba o anillo de toba.

## Estratocono o estratovolcán

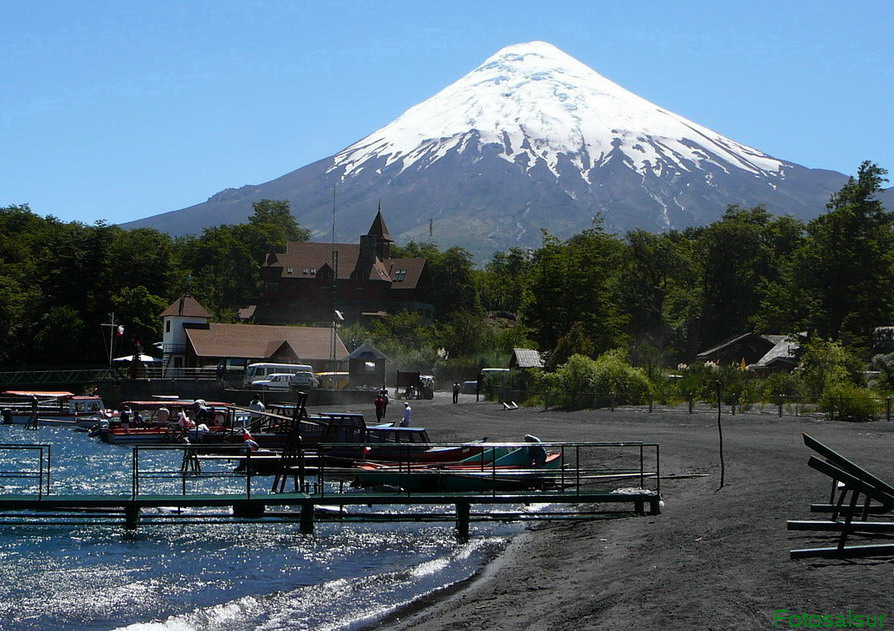
El volcán Osorno en Chile es un claro ejemplo de estratovolcán.

Un estratovolcán es un tipo de volcán cónico y de gran altura, alrededor de una chimenea volcánica. Compuesto por múltiples capas de lava endurecida alternando con piroclastos y cenizas volcánicas (surgidos por alternar épocas de actividad explosiva y otras de corrientes de lava fluida). Estos volcanes están caracterizados por un perfil escarpado y erupciones periódicas y explosivas. La lava que fluye desde su interior es altamente viscosa y se enfría y endurece antes de que pueda llegar lejos. Esto con los periodos de erupciones ricas en escoria, que son consolidadas por erupciones posteriores de lava, permite que el volcán alcance una altura considerable con unas laderas inclinadas. Si la lava fuera demasiado fluida se desparramaría formado un volcán de escudo y si fuera demasiado espesa formaría un cono de escoria fácil de erosionar .

## Seudocrater
Los seudocráteres, cono sin raíz o conos litorales se forman cuando una colada de lava fluye por encima de un estrato con mucha agua se puede producir una explosión de vapor que desmenuza y eyecta el material situando por encima del punto de la explosión formando un cráter. Se llama cráteres sin raíces porque no existe conexión con ninguna cámara magmática. Un claro exponente son los del sur del lago Myvatn en Islandia.